# Giacomo Maria Brignole
Giacomo Maria Brignole (* 10. Dezember 1724 in Genua; † 21. Dezember 1801 in Florenz) war von 1796 bis 1797 der letzte Doge der Republik Genua. 

## Leben
Giacomo Maria Brignole wurde als Sohn von Francesco Maria Brignole und Lavinia Spinola geboren. Nachdem er zunächst als Händler tätig gewesen war, gehörte er von 1761 bis 1779 dem Kleinen Rat der Republik Genua an. In einer Sitzung im Februar 1765 kritisierte Brignole die schlechte Verwaltung der Justiz sowie das mangelnde Pflichtbewusstsein der Herrschenden, die er als Hauptursachen für die politische Schwäche der Republik sah. 1768 sprach er sich für die Abtretung der Insel Korsika an Frankreich aus und folgte damit der Linie seines Schwiegervaters Marcello Durazzo, der zu dieser Zeit Doge von Genua war.
Nachdem er 1770 zum Prokurator der Republik berufen worden war, gehörte Giacomo Maria Brignole zwischen 1775 und 1776 dem Kriegsgericht an. Am 4. März 1779 wurde er erstmals zum Dogen von Genua gewählt, er erhielt dabei 198 von 321 Stimmen. Zu Beginn seiner Amtszeit hatte er mit einer Pockenepidemie und Piratenangriffen zu kämpfen, letzteres konnte er durch Unterstützung seines Schwagers Gerolamo Durazzo eindämmen. Nach Ende seiner Amtszeit im März 1781 war er in der Gerichtsbarkeit tätig, von 1788 bis 1796 war er Präsident der staatlichen Inquisition. 1790 führte Brignole als solcher eine strengere Zensur ein, womit er vor allem bei Sympathisanten der Französischen Revolution für Unmut sorgte.
Am 17. November 1796 wurde er, unterstützt vom konservativen Adel, erneut zum Dogen gewählt. Kritiker sahen ihn aufgrund seines Alters und seiner schwachen Gesundheit als ungeeignet für das Amt an. Trotz seiner konservativen Grundhaltung versuchte Brignole die Neutralität der Republik Genua im Ersten Koalitionskrieg zu wahren. Kurz darauf gelang es dem späteren französischen Kaiser Napoleon Bonaparte, Genua zu besetzen. Am 14. Juni 1797 endete die Existenz der Republik Genua, die als Ligurische Republik eine Tochterrepublik Frankreichs wurde. Giacomo Maria Brignole stand zunächst als Präsident an der Spitze einer provisorischen Regierung, ehe er 1798 aus Alters- und Gesundheitsgründen alle politischen Ämter niederlegte. Er zog sich anschließend wie viele antibonapartistische Adlige in die Toskana zurück und starb 1801 im Kloster San Paolino in Florenz.